# Macropsis basalis
Macropsis basalis är en insektsart som beskrevs av Van Duzee 1889. Macropsis basalis ingår i släktet Macropsis och familjen dvärgstritar. Inga underarter finns listade i Catalogue of Life.